# Alliance Airlines
Alliance Airlines è una compagnia aerea australiana, specializzata in voli fly-in fly-out e charter.
Il suo hub è situato presso l'Aeroporto di Brisbane, inoltre opera da altre basi, tra cui Adelaide, Cairns, Darwin e Perth.

## Storia
Alliance Airlines è stata fondata nell'aprile del 2002, quando la Queensland Airline Holdings ha acquistato il certificato di operatore aereo di Flight West Airlines, compagnia che aveva cessato le operazioni da un anno. La flotta iniziale consisteva in due Fokker F100.
Negli anni successivi sono stati aggiunti numerosi altri Fokker F70 ed F100, acquistati da altre compagnie, e parallelamente è cresciuta la rete di collegamenti. Oltre ai voli di linea, che ricoprono solo una quota minore delle operazioni della compagnia, Alliance Airlines si è specializzata soprattutto in voli charter e di tipo "fly-in fly-out". Essi consistono in voli di trasferimento di lavoratori verso un'area remota, per poi recuperarli al termine della giornata di lavoro. In Australia sono molto diffusi, soprattutto per raggiungere le miniere più lontane dai centri abitati: per le compagnie minerarie è economicamente molto più vantaggioso organizzare lo spostamento dei lavoratori, invece di dover costruire da zero un nuovo centro abitato in cui alloggiarli nelle vicinanze. Alliance Airlines è diventato il principale fornitore in Australia di questo tipo di servizi.
Nel 2019 Qantas ha acquistato il 19,9% delle quote di Alliance Airlines. La compagnia per l'occasione ha ordinato 30 Embraer E-190, di cui una parte è stata noleggiata a Qantas per la sua controllata regionale. Nel maggio del 2022, Qantas ha presentato un'offerta, accettata dalla dirigenza di Alliance, per acquistare la restante parte delle quote e divenire proprietaria unica. Tuttavia, l'autorità per la concorrenza australiana (Australian Competition and Consumer Commission) ha respinto l'operazione, in quanto a rischio di ridurre la competizione sul mercato.

## Destinazioni
Al 2024, Alliance Airlines raggiunge 46 destinazioni in Australia, in prevalenza per voli "fly-in fly-out" e charter.

## Flotta

### Flotta attuale

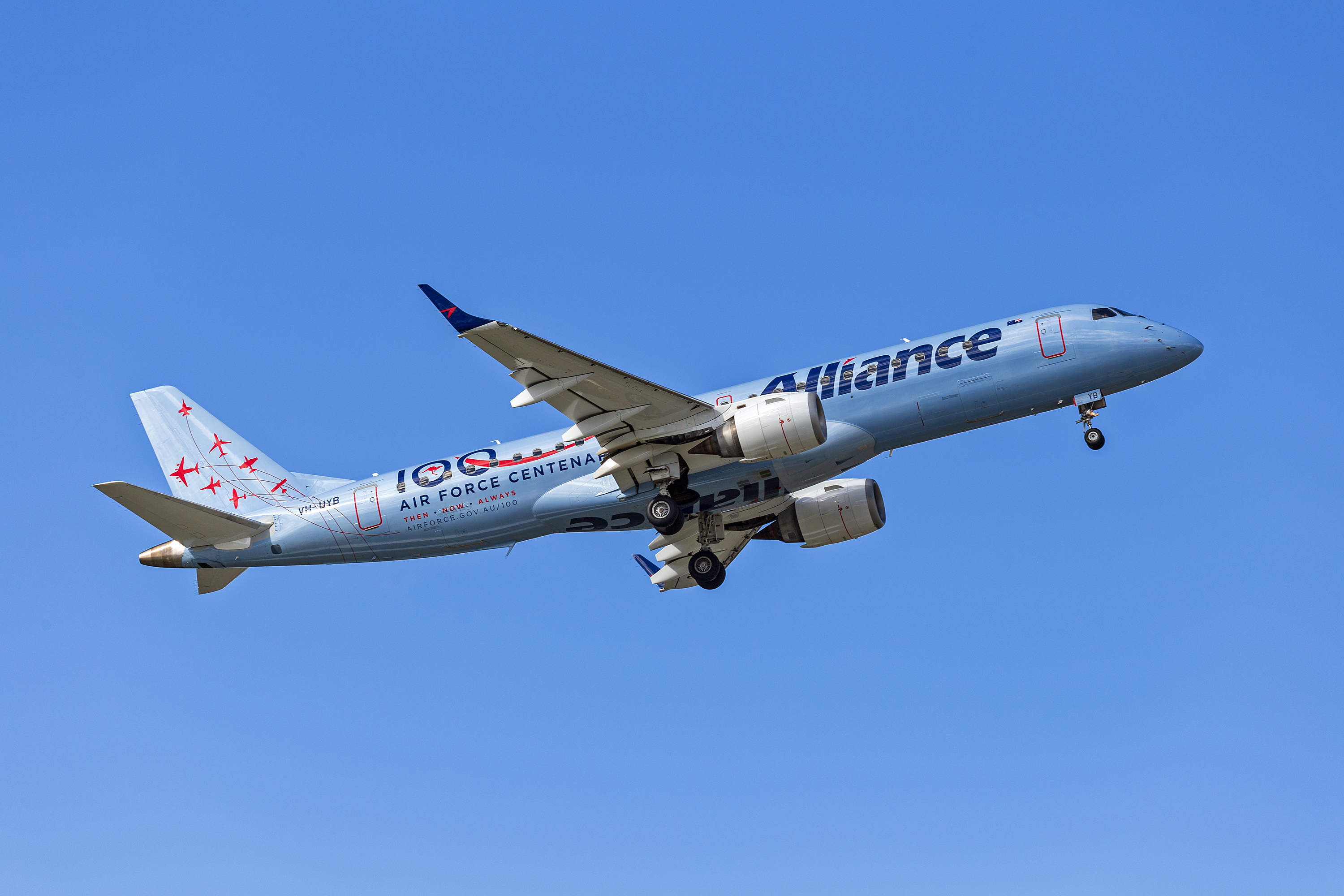
Un Embraer E-190 in livrea speciale per i 100 anni della RAAF.

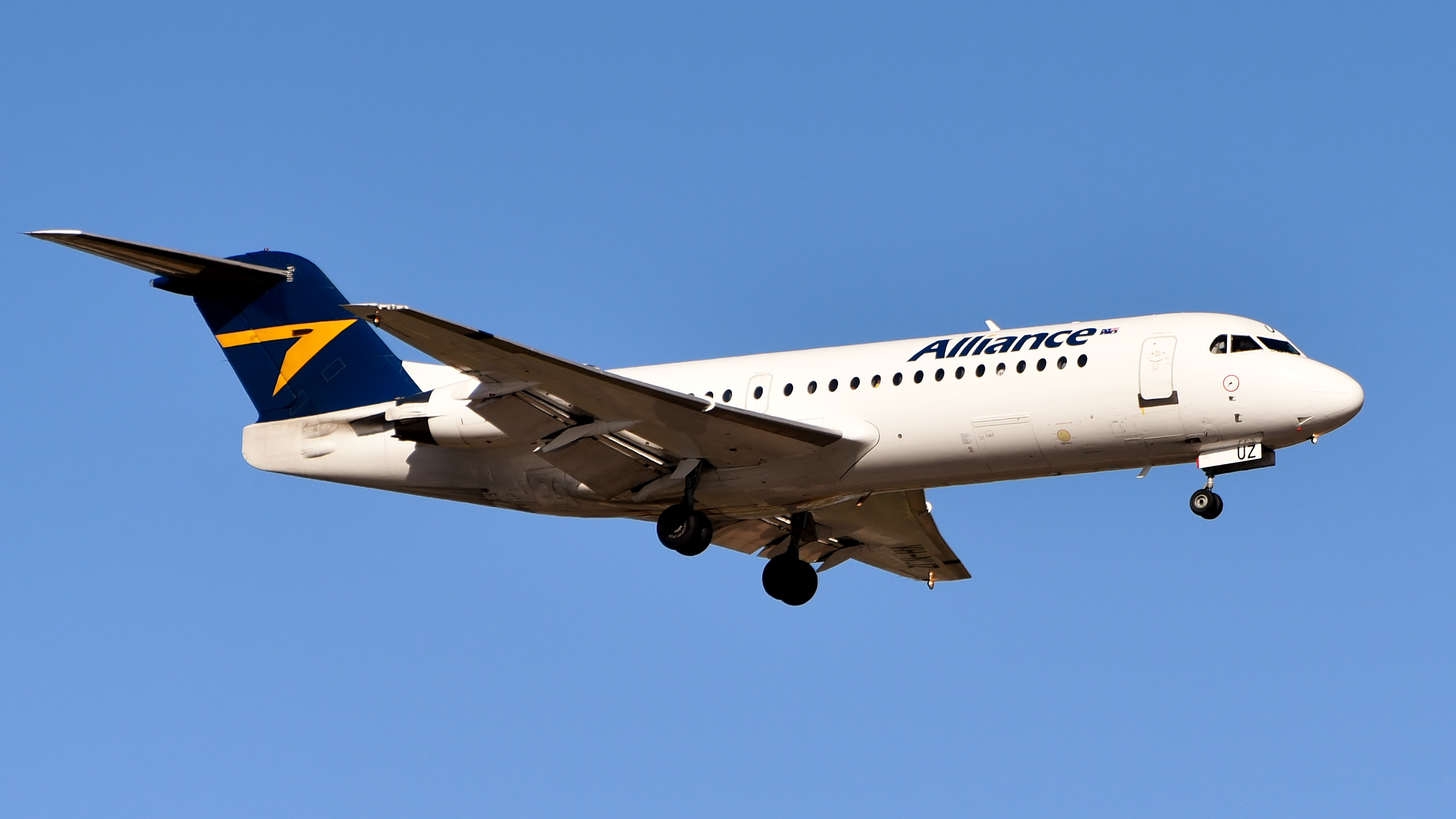
Un Fokker F70.

Ad ottobre 2024, la flotta di Alliance Airlines è così composta:

### Flotta storica

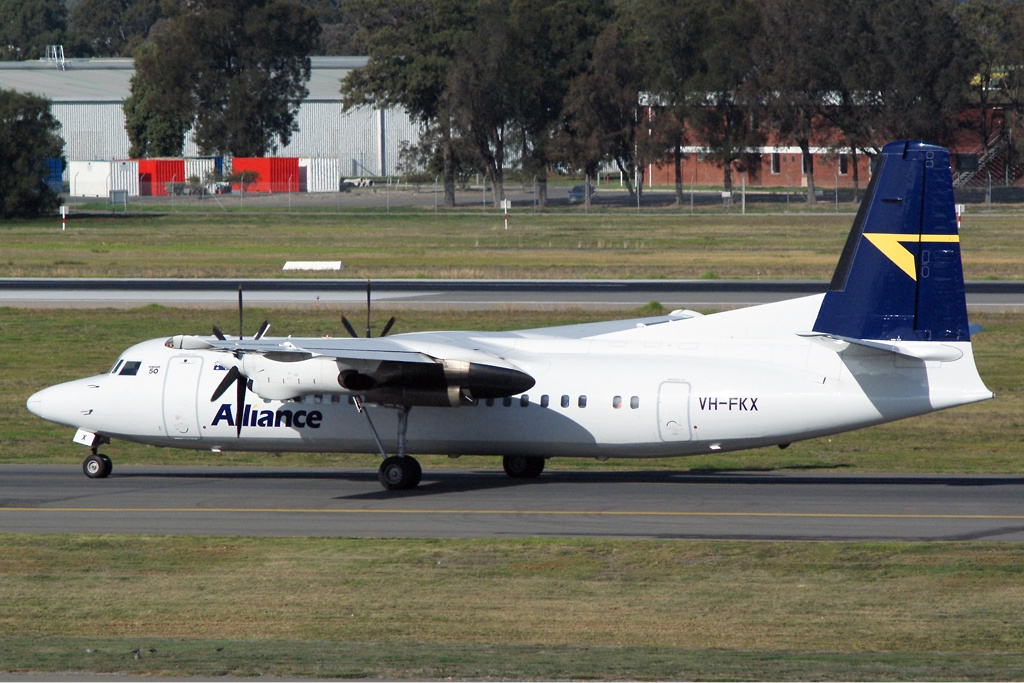
Un Fokker F50.

Nel corso degli anni, Alliance Airlines ha operato con i seguenti aeromobili: